# Mithrenes
Mithrenes is een geslacht van Phasmatodea uit de familie Phasmatidae. De wetenschappelijke naam van dit geslacht is voor het eerst geldig gepubliceerd in 1877 door Carl Stål.

## Soorten
Het geslacht Mithrenes omvat de volgende soorten:
- Mithrenes asperulus Stål, 1877
- Mithrenes mindorensis Hennemann & Conle, 2007
- Mithrenes panayensis Hennemann & Conle, 2007
- Mithrenes whiteheadi (Kirby, 1896)